# Брайтон і Гоув

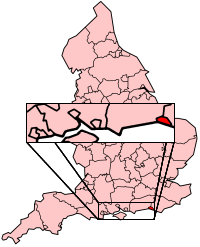
Унітарна одиниця на мапі Англії

50°49′40″ пн. ш. 0°09′10″ зх. д. / 50.82778° пн. ш. 0.15278° зх. д.
Бра́йтон і Го́ув (англ. Brighton and Hove) — унітарна одиниця Англії зі статусом міста на південному заході церемоніального графства Східний Сассекс. Головне місто одиниці — Гоув (населення — 90 тис. чол.). Найбільше місто — Брайтон (150 тис. чол.).

## Історія
Утворена 1 квітня 1997 року шляхом об'єднання міст Брайтон і Гоув в окрему від неметропольного графства Східний Сассекс унітарну одиницю.

## Географія
Займає площу 83 км², омивається з півдня протокою Ла-Манш, на заході межує з церемоніальним графством Західний Сассекс, на сході з неметропольним графством Східний Сассекс.

## Спорт
В унітарній одиниці базується професіональний футбольний клуб «Брайтон енд Гоув Альбіон», який з сезона 2017-18 виступає в Прем'єр-лізі. Команда приймає суперників на стадіоні «Фалмер» (30,7 тис. глядачів).